# Ría de Ortigueira y Ladrido

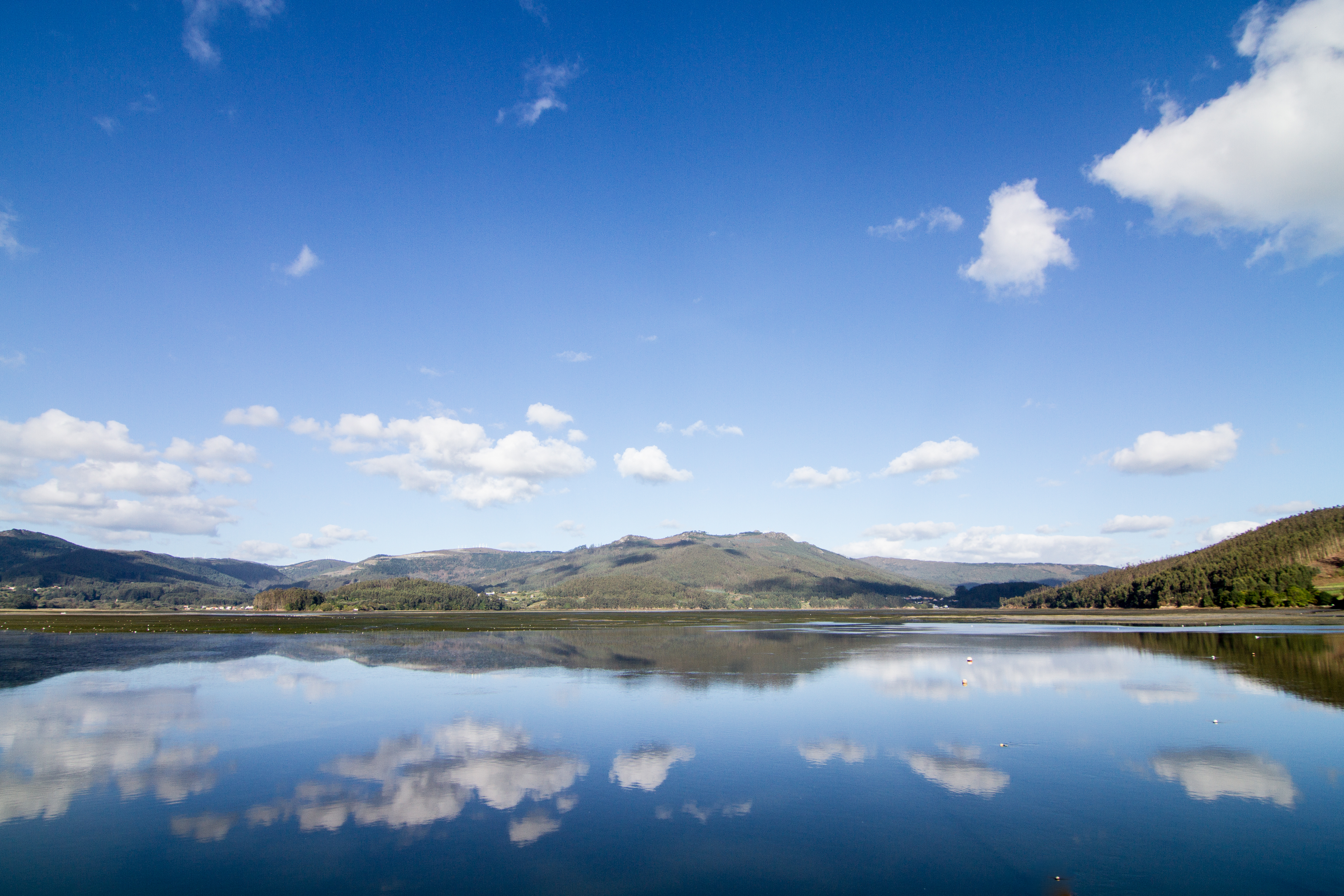
Vista de la ría en pleamar desde el puerto de Ortigueira

La ría de Ortigueira y Ladrido (ría de Ortigueira e Ladrido en gallego) es una ría situada en el norte de la provincia de La Coruña, en Galicia, España.
Conocida también como ría de Santa Marta de Ortigueira o, más comúnmente, como ría de Ortigueira, es una de las llamadas Rías Altas gallegas, un importantísimo lugar de paso e invernada de aves acuáticas que se halla inscrita en el Convenio de Ramsar, en el Inventario de humedales de Galicia y en el Registro general de espacios naturales de Galicia.
Está considerada ZEPA (Zona de especial protección para las aves) y ZEC (Zonas especial de conservación).

## Geografía
Se halla encajonada entre la sierra de Capelada por el oeste y la sierra de Coriscada por el este. Ambas discurren casi paralelas en dirección nordeste y culminan en el mar Cantábrico, en los cabos Ortegal y Estaca de Bares respectivamente.
La ría de Ortigueira ocupa un vasto y serpenteante estuario creado por el río Mera. En su margen oriental se halla el río Baleo, el cual a su vez forma la pequeña ría de Ladrido, la cual toma su nombre de la parroquia situada en su desembocadura. Sus aguas bañan a los municipios de Ortigueira y Cariño. 
Tiene unos 10 km de longitud, una anchura máxima de 3 km y en su parte interior el calado es tan reducido que se vacía casi por completo durante la bajamar, dejando expuesta una amplísima llanura intermareal en la que predominan los limos y fangos en sus tramos alto y medio y los fondos arenosos en su tramo final, en las inmediaciones de la playa de Morouzos.

## Climatología
El clima de la ría de Ortigueira es oceánico, con temperaturas suaves en verano e invierno y lluvias muy abundantes, normalmente superiores a los 1000 mm de precipitación media anual.
La humedad relativa es alta durante todo el año y la temperatura media anual ronda los 13 °C.
Durante los meses que van de junio a octubre predominan los vientos de dirección nordeste. Son vientos cálidos que llegan desde el mar cargados de humedad y que se enfrían al ascender las sierras costeras. Se trata del efecto Föhn: el rápido enfriamieniento condensa el vapor de agua y se genera un manto nuboso de estancamiento (nube orográfica) a baja altitud, muy típico de los veranos de toda la costa norte gallega, que deja temperaturas muy suaves y frecuentes aunque débiles precipitaciones en el margen de barlovento de las sierras.

## Flora
Como en el resto del litoral de Galicia, el bosque autóctono ha desaparecido prácticamente de sus riberas debido al monocultivo de eucalipto, aunque aún sobreviven pequeños manchas en las que proliferan los sauces, abedules, castaños, robles, etc.En el sotobosque abundan las zarzas (Rubus lusitanicus) y varias especies de helechos con preponderancia del helecho águila (Pteridum aquilinum), mientras que en el matorral las especies predominantes son los tojos (Ulex europaeus) y la retama negra (Cytisus scoparius). A lo largo de las orillas y en los islotes que no quedan cubiertos por la pleamar medran juncales (Scirpus holoschoenus y Juncus acutus principalmente) y a principios de la primavera, en las zonas sombrías y encharcadas, florecen miles de ejemplares de lirio amarillo (Iris pseudacorus). 
En la llanura intermareal podemos encontrar praderas de zostera marina y multitud de especies de algas, como por ejemplo: Chondrus crispus, Gelidium sesquipedale, Laminaria ochroleuca y Codium tomentosum.
Por último, los topónimos Ortigueira y Ortegal (de origen latino) hacen referencia a la abundancia de ortigas, que de hecho siguen siendo muy abundantes y utilizadas tradicionalmente en esta zona por sus virtudes terapéuticas y gastronómicas.

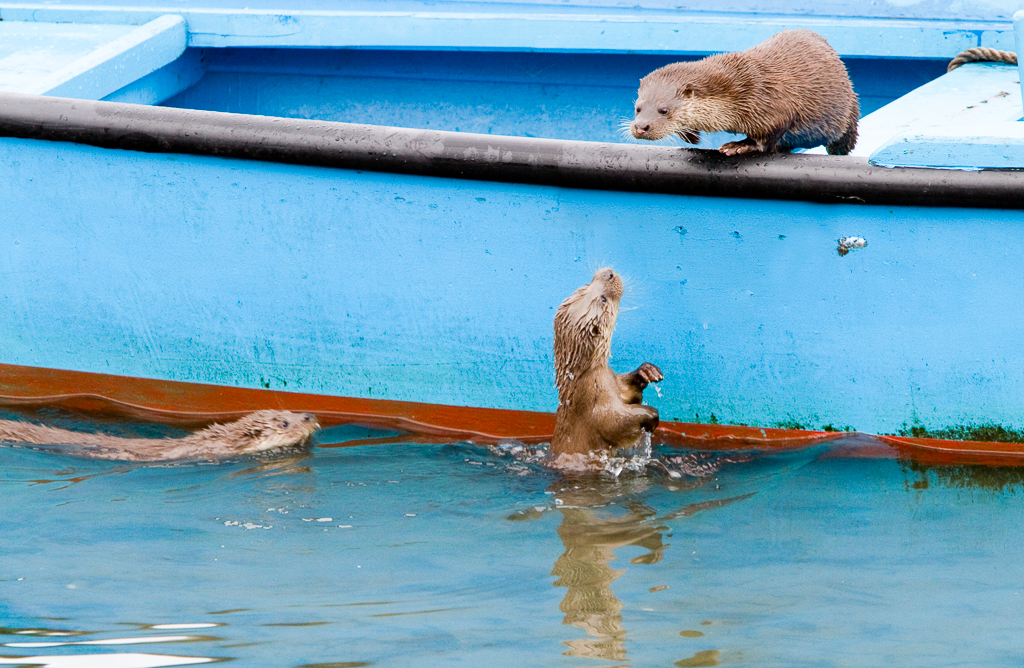
Nutrias en el puerto de Ortigueira

## Fauna

### Mamíferos
Nutria, corzo, jabalí, tejón, zorro, marta, comadreja, ardilla roja, murciélago orejudo dorado, rata de agua, etc.

### Anfibios y reptiles
Rana de San Antonio, rana bermeja, tritón ibérico, salamandra rabilarga, salamandra común, víbora de Seoane y lagarto verdinegro.

También está presente la lagartija serrana (Iberolacerta montícola), un reptil cuyo hábitat típico son las sierras y cordilleras de media y alta montaña, entre los 600 y los 2000 m s. n. m.; pero que en el entorno de esta ría habita en las zonas costeras a nivel del mar.

### Aves
La ría de Ortigueira y Ladrido es uno de los humedales más importantes de Galicia y constituye un santuario para un gran número de especies de anátidas, limícolas y garzas que pasan el invierno a su abrigo. Otras muchas especies hacen escala en sus riberas durante sus tránsitos migratorios de primavera y otoño.
A continuación, una relación de las especies presentes a lo largo del año:
| acentor común        | agateador común     | ánade real           | arrendajo           | azor común       | buitrón          |
| camachuelo común     | carbonero común     | carbonero garrapinos | chochín             | colirrojo tizón  | corneja          |
| cuervo               | curruca cabecinegra | curruca capirotada   | escribano montesino | escribano soteño | gavilán común    |
| gaviota patiamarilla | gorrión común       | halcón peregrino     | herrerillo común    | jilguero         | lavandera blanca |
| lechuza común        | martín pescador     | mirlo acuático       | mirlo común         | mito             | negrón común     |
| paloma torcaz        | pardillo            | perdiz roja          | petirrojo           | pico picapinos   | pinzón vulgar    |
| pito real            | polla de agua       | ratonero común       | reyezuelo listado   | tarabilla común  | tórtola turca    |
| urraca               | verderón común      |                      |                     |                  |                  |

| agachadiza común        | aguja colinegra          | aguja colipinta       | alondra común         | ánade friso          | ánade rabudo      |
| ánade silbón            | andarríos chico          | archibebe claro       | archibebe común       | archibebe oscuro     | avefría europea   |
| bisbita ribereño alpino | bisbita ribereño costero | charrán ártico        | charrán común         | charrán patinegro    | chorlitejo grande |
| chorlito gris           | cormorán grande          | cormorán moñudo       | correlimos común      | correlimos gordo     | correlimos oscuro |
| correlimos tridáctilo   | espátula                 | estornino negro       | estornino pinto       | garceta común        | garceta grande    |
| garza real              | gavión                   | gaviota reidora       | gaviota sombría       | ostrero euroasiático | pato cuchara      |
| vuelvepiedras           | zampullín común          | zampullín cuellinegro | zampullín cuellirrojo | zarapito real        | zarapito trinador |

| alcaudón dorsirrojo | chotacabras gris | golondrina común | vencejo común |

| águila pescadora     | alca común     | alcatraz        | cernícalo vulgar | chorlitejo patinegro | chorlito carambolo |
| chorlito dorado      | colimbo grande | collalba gris   | cuco común       | escribano cerillo    | escribano nival    |
| gaviota groenlandesa | serreta chica  | serreta mediana | tórtola europea  |                      |                    |

## Galería de imágenes
|                |
| Urtica dioica. |

|                                                  |
| Correlimos gordo en paso migratorio postnupcial. |

|                                                |
| Ría de Ortigueira desde la sierra de Capelada. |

|                                        |
| Cormorán grande (Phalocrocorax carbo). |

|                   |
| Iris pseudacorus. |

|                  |
| Martín pescador. |

|                                                                |
| Correlimos común que aún conserva parte de su plumaje nupcial. |

## Protección
- Zonas especiales de conservación ZEC ES1110001 "Ortigueira-Mera"[cita requerida]
- Zona Húmeda de Importancia Internacional. Convenio Ramsar [cita requerida]
- Zona de Especial Protección Para las Aves ZEPA ES0000086 [cita requerida]